# Louis Stettner
Louis Stettner   (Brooklyn, 7 de novembre de 1922 - 18è districte de París, 13 d'octubre de 2016) va ser un fotògraf nord-americà l'obra del qual es singularitza per el predomini de les escenes de carrer, pels retrats humans i les imatges arquitectòniques de Nova York i París. La seva obra és molt apreciada per l'aproximació humanista en el retrat de la vida i la realitat de la gent i dels carrers. L'inici de la seva carrera es remunta a l'any 1947, quan Stettner comença a documentar els canvis que s'estaven esdevenint en la gent, la cultura i l'arquitectura d'ambdues ciutats. D'ençà de llavors mai no va parar de fotografiar-les fins a la seva mort.
Louis Stettner va néixer a Brooklyn, Nova York, en el si d'una família jueva d'origen austríac, que va tenir quatre fills. El seu pare era ebenista. Stettner en va aprendre l'ofici i, exercint-lo, va guanyar el diners que li permeteren dedicar-se a la seva passió, la fotografia, originada quan encara de noiet els pares li van regalar una càmera. De joven amb la família, va viatjar amb freqüència a Manhattan per a visitar-hi museus, com el Metropolitan Museum of Art, i és allà on va iniciar-se el seu interés per l'art.
El 1940, als 18 anys, Stettner es va enrolar a l'exèrcit dels Estats Units i es va convertir en fotògraf de guerra a Europa, en els inicis de la Segona Guerra Mundial. Avançada la guerra, va ser destinat successivament a Nova Guinea, les Filipines i el Japó.

## Carrera
En tornant de la guerra, Stettner es va afiliar a la Photo League, a Nova York. Stettner va visitar París el 1946 i el 1947 va decidir de romandre-hi. De 1947 a 1949 va estudiar a l'Institut des Hautes Études Cinématographiques de París i va obtenir la licenciatura en Fotografia i Cinema. Va estar alternant entre Nova York i París durant gairebé dues dècades i finalment va establir-se a Saint-Ouen, prop de París, el 1990, amb ocasionals retorns a Nova York.
Un cop llicenciat, Stettner va començar la seva activitat professional a París centrant-se en la captura de la vida quotidiana dels seus habitants en plena postguerra. En la tradició de la Photo League, va voler investigar els vincles que entrelliguen les persones. L'any 1947 la mateixa Photo League li va fer l'encàrrec d'organitzar una exposició de fotògrafs francesos, a Nova York. Stettner va aplegar les obres d'alguns dels més grans fotògrafs de l'època, com Doisneau, Brassaï, Boubat, Izis i Ronis. La mostra va assolir un gran èxit de públic i va tenir una àmplia recensió en el número anual de la prestigiosa revista U. S. Camera. Un dels fotògrafs seleccionats, Brassaï, havia estat mentor de Stettner i va tenir una poderosa influència en el seus treballs posteriors. El 1949, Stettner va exposar per primera vegada al Salon des Indépendants de la Bibliothèque Nationale de París.
El 1951 la seva obra va ser inclosa a la famosa exposició Subjektive Fotografie a Saarbrücken, Alemanya. Durant la dècada de 1950 va treballar com a freelance per a Time, Life, Fortune i Du (Alemanya). Mentre era a París, va restablir la relació amb Paul Strand, que també havia marxat de Nova York a causa de la intolerància política de l'era McCarthy; Strand havia estat un fundador de la Photo League, organització que seria inclosa a la llista negra per les seves suposades vinculacions amb el comunisme i després prohibida durant uns quants anys.
Durant la dècada dels setanta Stettner va passar temporades llargues a Nova York, on va ensenyar al Brooklyn College, al Queens College i a la Cooper Union.

## Treball independent
Treballant com a fotògraf independent, Stettner va centrar la seva activitat a documentar la vida de la gent normal tant a París com a Nova York. Considerava que les ciutats pertanyien a la gent que hi viu, no als turistes ni als visitants. A causa de la seva formació intel·lectual sempre va tenir una extremada cura en respectar la dignitat humana dels subjectes que fotografiava, especialment de la classe treballadora. En la seva obra, però, hi tenen també un gran protagonisme les imatges arquitectòniques notables d'ambdues ciutats, inclosos ponts, edificis i monuments.
El conjunt de la seva obra s'agrupa en un conjunt de sèries referides a indrets o subjectes:
- New York. 1946 to present (Nova York de 1946 fins a l'actualitat)
- Penn Station (L'estació de Pennsilvania)[5]
- The Subways (Els Metros)
- Wall Street
- Brooklyn Bridge (El pont de Brooklyn)
- The Seine (El Sena)
- The Bowery
- The Workers (Els Treballadors)
- Early Paris (París de matinada)

Entre les fotografies més conegudes de les realitzades per Stettner s'hi compten les següents: Aubervilliers, Brooklyn Promenade, Twin Towers with Sea Gull, Penn Station, The Statue of Liberty, Battery Park.
Els anys noranta Stettner va començar a experimentar amb una càmera de gran format com les que utilitzava el seu admiradíssim Paul Strand, una Deardorff 8×10, per tal de fotografiar detalls del paisatge de Les Alpilles, a la Provença, on Van Gogh pintava sovint, ajudat per la seva dona Janet.

## Premis

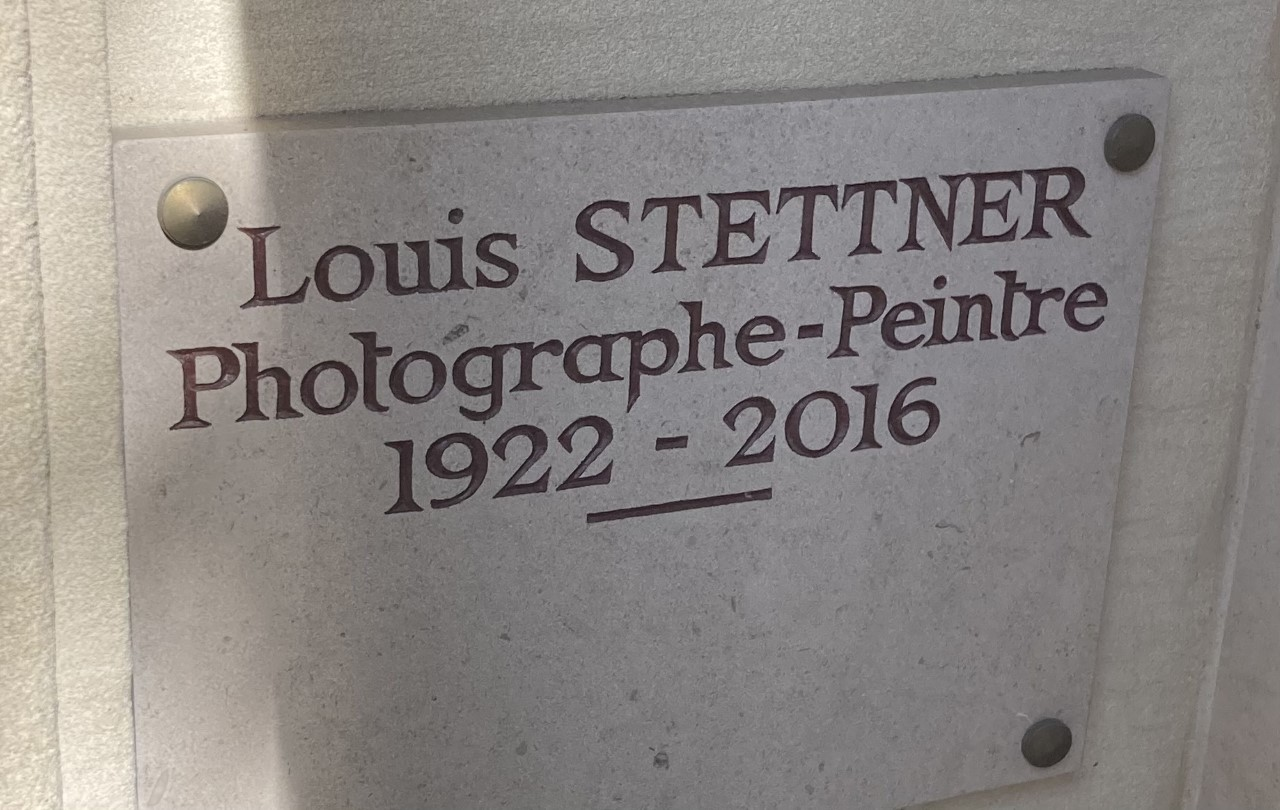
Làpida funerària en el cementiri de Montmartre.

Al llarg de la seva carrera professional Stettner va obtenir nombrosos guardons i reconeixements a la seva obra, entre d'altres el 1950 va ser nomenat el millor fotògraf de l'any per la revista Life. El 1975 li va ser atorgat el primer premi en la Pravda World Contest.

## Museus que tenen en dipòsit obres de Stettner
- Addison Gallery of American Art, Phillips Academy, Andover, MA
- Museu d'Art d'Akron, Akron, OH
- Institut d'Art de Chicago, Chicago[6]
- Bibliothèque historique de la ville de Paris[6]
- Bibliothèque Nationale de France, París[6]
- Museu d'Art de Brooklyn, Brooklyn[6]
- Museu d'Art de Cleveland, Cleveland[6]
- International Center of Photography, Nova York[6]
- Museu Jueu de Berlín
- Museu d'Art del Comtat de Los Angeles - LACMA, Los Angeles
- Maison Européenne de la Photographie, París[6]
- Merrill Lynch Art Collection, Nova York
- Metropolitan Museum of Art, Nova York[6]
- Microsoft Art Collection, Seattle
- Montana Museum of Art and Culture, Missoula, MT
- Musée Carnavalet, París
- Museu de Belles Arts de Boston[6]
- Musée de l'Élysée, Lausana[6]
- Musée de l'Elysee, París[6]
- Museu d'Art Modern de Nova York[6]
- Museum of the City of New York
- New Britain Museum of American Art New Britain, Connecticut
- Biblioteca Pública de Nova York, Nova York
- Museu d'Art de San Francisco, San Francisco
- Museu d'Art Modern de San Francisco, San Francisco[6]
- Smithsonian Institution, Washington, DC[6]
- Victoria and Albert Museum, Londres[6]
- Whitney Museum of Art, Nova York[6]

## Exposicions de la seva obra
- Louis Stettner, Limelight Gallery, 17 d'agost-27 de setembre de 1954[7]
- What's New: Recent Acquisitions in Photography. Whitney Museum of American Art, Nova York, 2001
- Star Spangled Spirit. Bonni Benrubi Gallery, Nova York, 2002
- City Streets. Samuel P. Harn Museum of Art, Gainesville, Florida, 2003
- Photographies récentes par Louis Stettner. Galerie Marion Meyer, París, 2003
- Full House: Views from the Whitney's Collection at 75. Whitney Museum of American Art, Nova York, 2006
- Louis Stettner: Photographien. Camera Work, Berlín, 2006
- Louis Stettner: Streetwise. Bonni Benrubi Gallery, Nova York, 2006
- Fotografia Contemporánea. Museo Nacional de Bellas Artes, Santiago, 2006
- Centre national d'art et de culture Georges-Pompidou, París, 2016
- Fundació Mapfre, Barcelona, 2024